# Boubacar Sylla
Boubacar Sylla (Bamako, 17 aprile 1991) è un ex calciatore maliano, di ruolo difensore.

## Carriera

### Club
Sylla vestì la maglia dello Stade Malien, prima di passare allo Châteauroux, debuttando nella Ligue 2. Il 30 gennaio 2012, passò con la formula del prestito allo Cherbourg.

### Nazionale
Sylla partecipò ai Mondiali Under-20 2011, con la nazionale di categoria.